# Kibi (Ghana)
Pour les articles homonymes, voir Kibi.
Kibi est une ville du Ghana, chef-lieu du district d’Akim est.

## Personnalités
- Abedi Pelé : footballeur
- Nana Akufo-Addo : avocat et homme politique
- André Ayew : footballeur
- Jordan Ayew : footballeur